# Gefängnis Rummelsburg

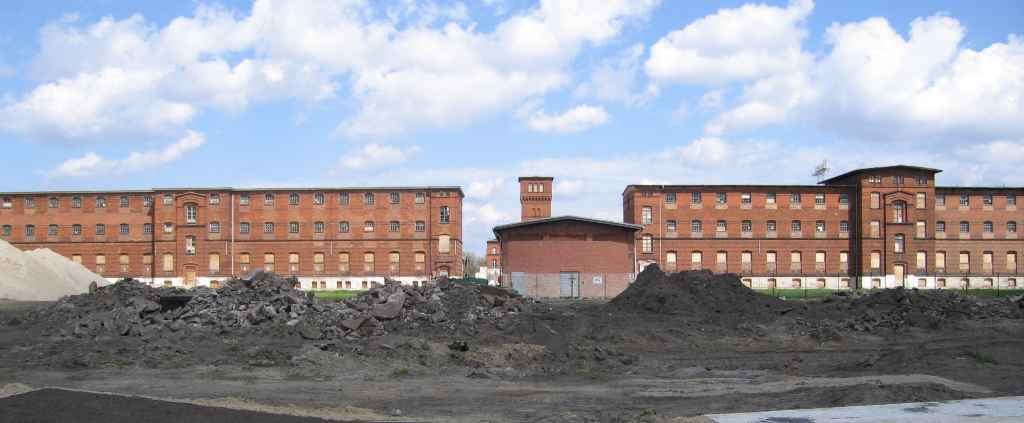
Die verlassenen Gebäude im Sommer 2006

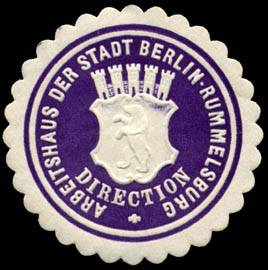
Siegelmarke Arbeitshaus der Stadt Berlin-Rummelsburg

Das Städtische Arbeitshaus Rummelsburg, später Gefängnis Rummelsburg, in Berlin-Rummelsburg war das Arbeitslager des benachbarten Waisenhauses und entstand zwischen 1877 und 1879. Nach dem Zweiten Weltkrieg und insbesondere während der politischen Teilung Berlins wurde die Einrichtung als Haftanstalt der Volkspolizei genutzt. Sie bot Platz für bis zu 900 männliche Gefangene und sollte den Gefängnismangel im Ostteil der Stadt kompensieren. Nach 1990 wurde die Haftanstalt aufgelöst. Die erhaltenen Gebäude werden einer neuen Nutzung zugeführt.

## Geschichte
Im Auftrag der Stadt Berlin wurden nach Plänen des Stadtbaurats Hermann Blankenstein zwischen 1877 und 1879 sechs Arrestgebäude sowie entsprechende Wirtschaftseinheiten und eine gesonderte Krankenstation errichtet. Das mit einer hohen Backsteinmauer umgebene Gelände an der Rummelsburger Bucht diente als Arbeitslager des benachbarten Friedrichs-Waisenhauses für etwa 500 Knaben, die im kaiserlichen Berlin elternlos aufgegriffen wurden und hier einsitzen mussten. Ein einzeln stehendes Gebäude, das Haus VIII, diente als „Straf- und Arresthaus für männliche Corriganden“ (Personen, an denen etwas zu korrigieren ist).
Zur Zeit des Nationalsozialismus wurde die Anlage zum Städtischen Arbeits- und Bewahrungshaus Berlin-Lichtenberg umgebaut. Auch Sonderabteilungen für Homosexuelle und ,psychisch Abwegige' wurden in dieser Zeit dort eingerichtet. Unter Beteiligung der Kriminalpolizei wurden am 13. Juni 1938 über 10.000 Personen als Asoziale in Konzentrationslager verschleppt. Ein Ausgangsort dieser Aktion war das Arbeitshaus in Rummelsburg.
Im Zweiten Weltkrieg schwer beschädigt, wurde ein Teil der Häuser wiederaufgebaut und bis 1951 als Arbeitshäuser weiterbenutzt.

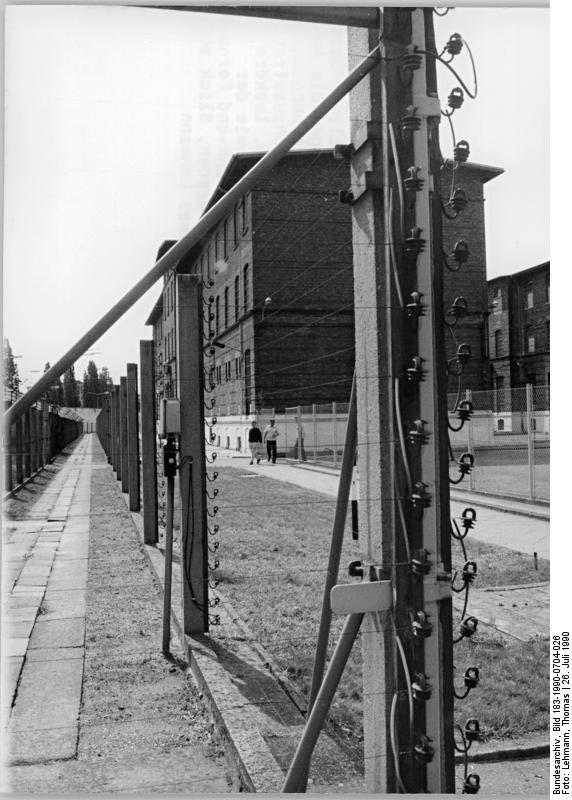
Ein Gebäude der Männerhaftanstalt 1990

Zu DDR-Zeiten waren in den 1970er und 1980er Jahren mehrere tausend Häftlinge in den Gebäuden untergebracht. Auch einige hundert (west-)deutsche Gefangene gab es, die unter anderem als Fluchthelfer zu langjährigen Gefängnisstrafen verurteilt wurden, bis sie von der Regierung der Bundesrepublik Deutschland „freigekauft“ werden konnten.
Die Haftanstalt (damalige Adresse Hauptstraße 8) wurde im Oktober 1990 geschlossen. Spätere Pläne zur Verlegung der Berliner Justizbehörde hierher scheiterten am Widerstand der Justizangestellten.
Ein berühmter Gefangener des Gefängnisses war Erich Honecker, der am 29. Januar 1990 eine Nacht auf der hauseigenen Krankenstation verbrachte. Im Jahr 1994 diente die verlassene Haftanstalt als Drehort für Szenen des Films Männerpension.

## Neue Nutzung

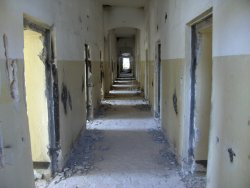
Innenansicht des Gefängnisses bei der Sanierung

Im Januar 2007 verkaufte die landeseigene Wasserstadt GmbH einen Großteil der leerstehenden Gebäude an die Berliner Maruhn-Immobiliengruppe, die für 40 Millionen Euro die Gebäude zu Eigentums- und Mietwohnungen umbaut. Baubeginn war im April 2007, am 15. September 2007 konnte für die ersten sechs Gebäude Richtfest gefeiert werden. Im Januar 2008 zogen die ersten neuen Mieter ein, insgesamt sind 150 Wohnungen und Lofts vorgesehen. Das Gebiet wird als BerlinCampus vermarktet.
Das oben genannte Haus VIII am Ufer wurde in ein Hotel umgewandelt: fünf der früheren Gefängniszellen wurden in unterschiedlichen Farben angestrichen. Sie erhielten speziell angefertigte einfach gestaltete Stahlmöbel. Ein Bad ist vorhanden, ein Fernseher findet sich dagegen nicht.

## Gedenk- und Informationsort
Das Bezirksamt Lichtenberg hatte im Jahr 2013 einen Wettbewerb ausgelobt, der die Gestaltung eines Gedenkortes im Zusammenhang mit der Haftanstalt zum Ziel hatte. Die Grafikerin und Designerin Helga Lieser hat zusammen mit Peter Francis Lewis und dem Landschaftsarchitekten Jens Henningsen ein Konzept eingereicht, das drei Stelen vor einem der Haupthäuser an der Hauptstraße vorsieht. Die metallenen Stelen sind genauso hoch, wie früher die inzwischen zum größten Teil abgerissene Mauer um das Gefängnisareal war – 5 Meter. Sie werden mit verschiedenen Oberflächen versehen, die jeweils eine Epoche der Haftanstalt symbolisieren: Rost für die Kaiserzeit, mattiert für die NS-Zeit, grau für die DDR-Zeit. Weitere 18 Stelltafeln an verschiedenen Orten auf dem ehemaligen Gefängnisgelände enthalten Kurzbiografien früherer Insassen. Mit diesem Konzept gewannen die genannten Künstler den Wettbewerb. Bezirk und Senat finanzierten den Gedenk- und Informationsort mit 120.000 Euro. Die Gedenkstätte wurde am 12. Januar 2015 eingeweiht.